# Daemonorops beguinii
Daemonorops beguinii är en enhjärtbladig växtart som beskrevs av Karl Ewald Maximilian Burret. Daemonorops beguinii ingår i släktet Daemonorops och familjen Arecaceae.
Artens utbredningsområde är Moluckerna. Inga underarter finns listade i Catalogue of Life.